# Paul Abel
Paul Abel (21. března 1874, Vídeň - 10. května 1971, Londýn) byl britský právník rakouského původu.

## Život
Po maturitě studoval právo na vídeňské univerzitě a v roce 1899 promoval. Stal se společníkem v advokátní kanceláři Adolfa Bachracha a v roce 1904 byl jmenován dvorním a soudním advokátem. V roce 1938 emigroval do Londýna a stal se poradcem pro mezinárodní právo a spoluvytvářel systém autorského a patentního práva.

## Publikace
- Die Rechtsgemeinschaft im Patentrechte. Manzsche Verlags- und Universitätsbuchhandlung, Vídeň 1904.
- Kinematographie und Urheberrecht. v: Allgemeine Gerichts-Zeitung. Manzsche Verlags- und Universitätsbuchhandlung, 1914
- Rundfunk und Urheberrecht. v: Gerichts-Zeitung. Manzsche Verlags- und Universitätsbuchhandlung, 1925